# Elektron Augera
Elektron Augera – elektron emitowany z zewnętrznej powłoki elektronowej zamiast kwantu promieniowania Roentgena w wyniku przejścia atomu ze stanu wzbudzonego o dostatecznie dużej energii do stanu o niższej energii, tj. efektu Augera.